# Tisău, Buzău
Tisău este un sat în comuna cu același nume din județul Buzău, Muntenia, România. Se află în depresiunea Nișcov, în vestul județului, în Subcarpații de Curbură.